# Microdon fulvipes
Microdon fulvipes är en tvåvingeart som beskrevs av Meijere 1908. Microdon fulvipes ingår i släktet myrblomflugor, och familjen blomflugor. Inga underarter finns listade i Catalogue of Life.